# 988
Năm 988 là một năm trong lịch Julius.